# Astrid Glenner-Frandsen
Astrid Glenner-Frandsen, née le 11 avril 1993, est une athlète danoise. 
Son dernier résultat est la 8e place en finale du 4 x 100 m féminin aux Relais mondiaux 2019.